# Samugheo
Samugheo ist eine italienische Gemeinde (comune) mit 2708 Einwohnern (Stand 31. Dezember 2023) in der Provinz Oristano auf Sardinien. Die Gemeinde liegt etwa 30 Kilometer ostnordöstlich von Oristano in der Brabaxianna und grenzt unmittelbar an die Provinz Nuoro.

## Geschichte
Der Name der Gemeinde kommt von der sardischen Übernahme des Heiligen Michael (italienisch San Michele). Zwar war die Gegend bereits in der Antike durch Phönizier und Römer besiedelt, allerdings kann die Ortschaft erstmals in den Unterlagen des Gerichtsbezirks von Arborea nachgewiesen werden.

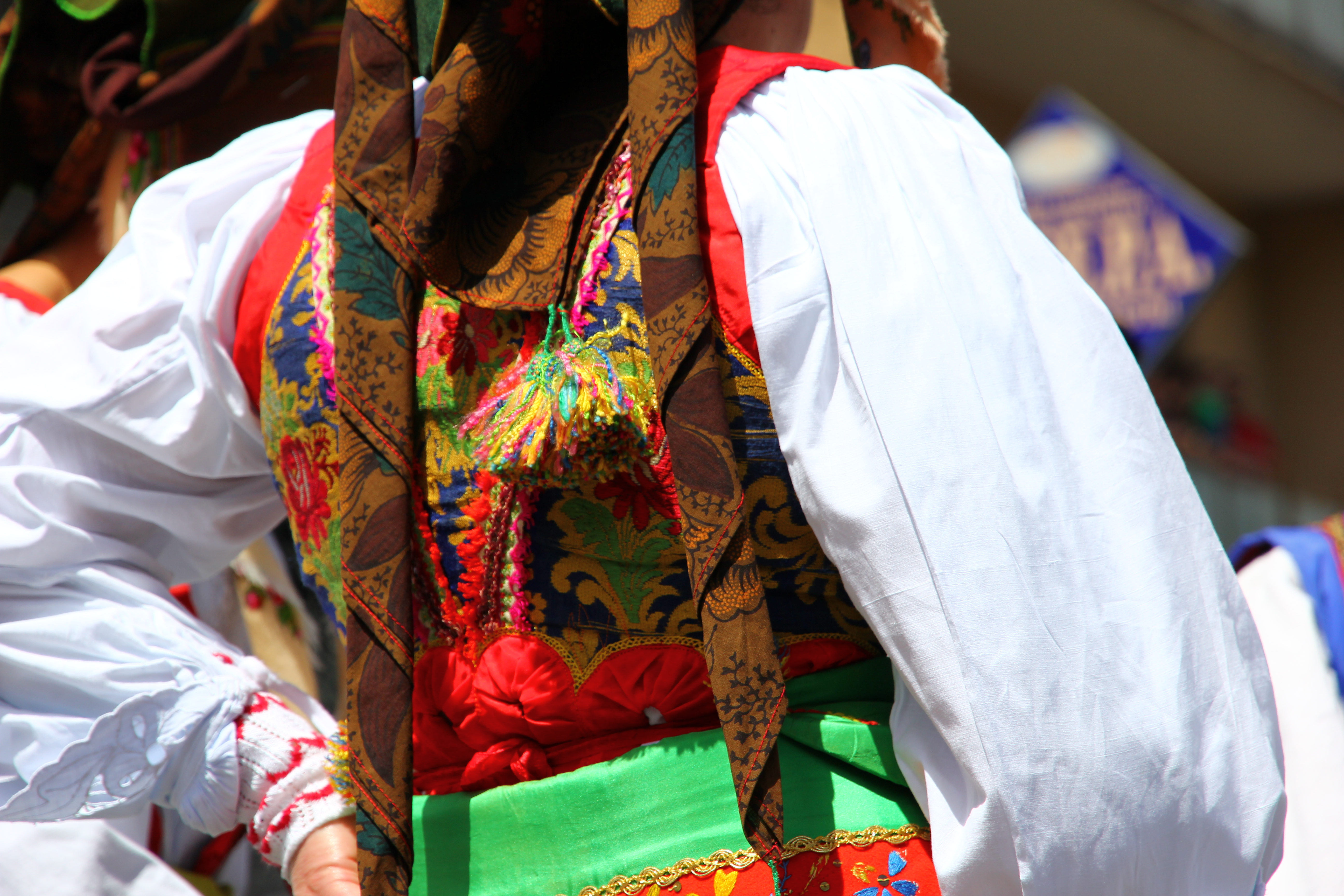
Traditionelle Tracht

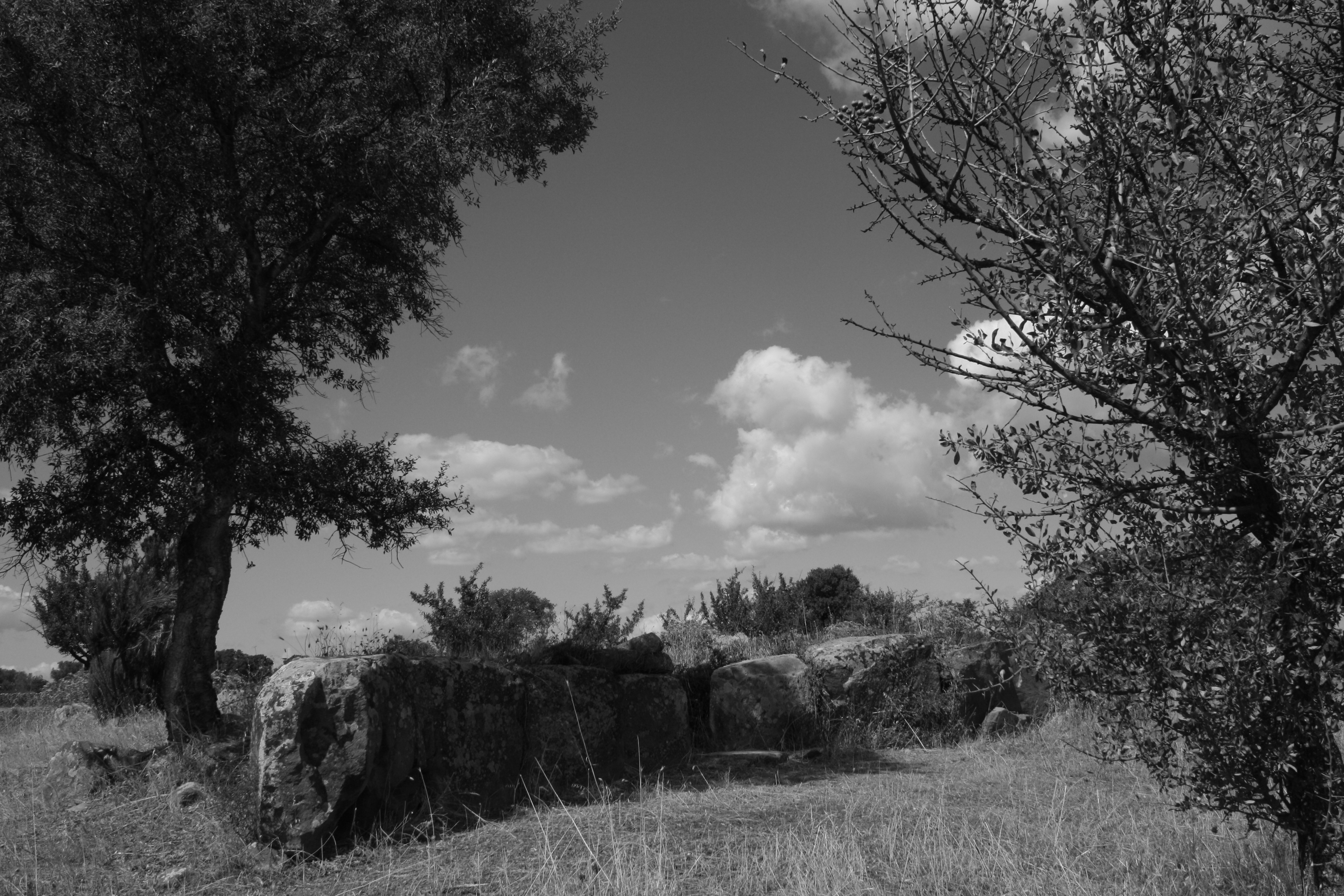
Beim Ort liegt das Gigantengrab Paule Luturru

## Wirtschaft
Samugheo ist ein Zentrum der sardischen Teppichproduktion. Auch das Wappen der Gemeinde zeigt einen Webstuhl.

## Gemeindepartnerschaft
Samugheo unterhält seit 2011 eine inneritalienische Partnerschaft mit der Gemeinde Tricarico in der Provinz Matera.